# Comuna Novaciîha, Horol
Novaciîha (în ucraineană Новачиха) este o comună în raionul Horol, regiunea Poltava, Ucraina, formată din satele Levcenkî, Novaciîha (reședința), Orihivșciîna, Ostapenkî și Zubenkî.

## Demografie
Componența lingvistică a comunei Novaciîha
     Ucraineană (98,18%)
     Rusă (1,46%)
     Alte limbi (0,36%)
Conform recensământului din 2001, majoritatea populației comunei Novaciîha era vorbitoare de ucraineană (98,18%), existând în minoritate și vorbitori de rusă (1,46%).